# Bolesław Ostrowski (1896–1940)
Bolesław Jan Ostrowski (ur. 19 kwietnia?/1 maja 1896 w Kijowie, zm. między 13 a 14 kwietnia 1940 w Katyniu) – kapitan administracji (artylerii) Wojska Polskiego, ofiara zbrodni katyńskiej.

## Życiorys
Urodził się 1 maja 1896 roku w Kijowie, w rodzinie Wacława i Karoliny z Szymańskich.
Absolwent Szkoły Oficerskiej Artylerii w Odessie. Żołnierz I Korpusu Polskiego w Rosji. 19 lutego 1919 roku został przyjęty do Wojska Polskiego w stopniu podporucznika w grupie oficerów „byłych Korpusów Wschodnich i wojska rosyjskiego” i otrzymał przydział do Szkoły Artylerii w Rembertowie. Uczestnik wojny 1920 roku, służył w 7 dywizjonie artylerii ciężkiej i 7 pułku artylerii ciężkiej. 24 czerwca 1920 roku został awansowany do stopnia porucznika artylerii ze starszeństwem z dniem 1 czerwca 1919, służył wówczas w 7 pułku artylerii ciężkiej.
W 1922 roku był oficerem 4 pułku artylerii ciężkiej. Awansował na kapitana ze starszeństwem z dniem 15 sierpnia 1924 i 15 lokatą. 1 kwietnia 1924 roku został odkomenderowany z 4 pułku artylerii ciężkiej na sześciomiesięczny kurs dowódców baterii w Szkole Strzelań Artylerii w Toruniu. W 1925 roku został odkomenderowany do Obozu Szkolnego Artylerii. W marcu 1939 roku pełnił funkcję oficera mobilizacyjnego 4 pac. We wrześniu 1939 roku w Kwaterze Głównej 28 Dywizji Piechoty na stanowisku oficera sztabu dowódcy artylerii dywizyjnej.
W czasie kampanii wrześniowej 1939 roku, po agresji ZSRR na Polskę, w nieznanych okolicznościach dostał się do niewoli sowieckiej. Według stanu z kwietnia 1940 roku był jeńcem obozu w Kozielsku. Między 11 a 12 kwietnia 1940 roku przekazany do dyspozycji naczelnika Zarządu NKWD Obwodu Smoleńskiego – lista wywózkowa 022/2 z 9 kwietnia 1940 roku. Został zamordowany między 13 a 14 kwietnia 1940 roku w Katyniu przez funkcjonariuszy Obwodowego Zarządu NKWD w Smoleńsku oraz pracowników NKWD przybyłych z Moskwy na mocy decyzji Biura Politycznego KC WKP(b) z 5 marca 1940. Ofiary tej zbrodni grzebano w bezimiennych mogiłach zbiorowych, gdzie od 28 lipca 2000 mieści się oficjalnie Polski Cmentarz Wojenny w Katyniu. W miejscu tym prowadzone były ekshumacje i prace archeologiczne. Zidentyfikowany podczas ekshumacji nadzorowanych przez Niemców w 1943 pod numerem 767 – dosłownie określony jako Ostrowski Boleslaw Jan (raport dzienny z 30 kwietnia 1943). Przy jego szczątkach znaleziono: książeczkę wojskową, modlitewnik, odznakę pamiątkową, kartę pocztową, list, dowód osobisty oraz gwiazdę rosyjską. Figuruje na liście Komisji Technicznej PCK pod numerem 0767.  Znajduje się na liście ofiar opublikowanej w Gońcu Krakowskim nr 107, a także Nowym Kurierze Warszawskim nr 112. Krewni do 1947 roku poszukiwali informacji przez Biuro Informacji i Badań Polskiego Czerwonego Krzyża w Warszawie.
5 października 2007 roku minister obrony narodowej Aleksander Szczygło mianował go pośmiertnie na stopień majora. Awans został ogłoszony 9 listopada 2007 roku, w Warszawie, w trakcie uroczystości „Katyń Pamiętamy – Uczcijmy Pamięć Bohaterów”.

### Życie prywatne
Był żonaty z Marią z Matuszyńskich, z którą miał syna Jerzego.

## Ordery i Odznaczenia
- Krzyż Walecznych[1] dwukrotnie[23]
- Srebrny Krzyż Zasługi[24]
- Medal Zwycięstwa[25]
- Krzyż Kampanii Wrześniowej – pośmiertne 1 stycznia 1986